# Седми конгрес СК Босне и Херцеговине
Седми конгрес Савеза комуниста Босне и Херцеговине одржан је од 9. до 11. маја 1978. у великој дворани Културно-спортског центра Скендерија у Сарајеву. Конгресу је присуствовало 799 делегата.
Конгрес је отворио Бранко Микулић председник Централног комитета СК Босне и Херцеговине, који је у свом уводном излагању нагласио да се конгрес одржава у години када се навршава 40 година од Четврте покрајинске конференције КПЈ за Босну и Херцеговину, одржане јула 1938. у Мостару и 30 година од Првог оснивачког конгреса КП Босне и Херцеговине, одржаног новембра 1948. у Сарајеву.  У име Централног комитета СКЈ делегате Конгреса поздравио је Јосип Врховец, члан Председништва ЦК СКЈ, а у име око 3.000 учесника Омладинске радне акције „Шамац—Сарајево ’78” Боро Сукара.
Након избора радног председништва, Микулић је поднео реферат Савез комуниста Босне и Херцеговине у борби за социјалистички самоуправни развој, а  даљи рад Конгрес је наставио у пет комисија — Комисија за развој социјалистичких самоуправних односа (уводно излагање Драшко Поповић), Комисија за развој политичког система (Сеид Маглајлија), Комисија за идејно-политичко и акционо оспособљавање Савеза комуниста (Хрвоје Иштук), Комисија за међународну активност (Раиф Диздаревић) и Комисија за развој пољопривреде и села (Иван Бригић).
Последњег дана рада, Конгрес је усвојио извештај о раду Централног комитета СК Босне и Херцеговине између Шестог и Седмог конгреса, као и извештаје о раду Статутарне и Надзорне комисије. Никола Стојановић образложио је Резолуцију о улози и задацима Савеза комуниста Босне и Херцеговине у даљем социјалистичком самоуправном развоју. Изабран је нови Централни комитет СК Босне и Херцеговине од 127 чланова, Комисија за статутарна питања од 35 и Надзорна комисија од 15 чланова. Изабрани су и кандидати за органе Савеза комуниста Југославије — Централни комитет СКЈ, Статутарну и Надзорну комисију. На првој седници Централног комитета СК БиХ за председника Централног комитета изабран је Никола Стојановић, а за секретара Председништва ЦК СК БиХ Хрвоје Иштрук.

## Централни комитет
Чланови Централног комитета Савеза комуниста Босне и Херцеговине изабрани на Седмом конгресу СК Босне и Херцеговине 12. маја 1978. године:
1. Фикрет Абдић
2. Нисим Албахари
3. Мато Андрић
4. Јунуз Аршиновић
5. Живко Бабић
6. Љубо Бабић
7. Никола Бабић
8. Рудо Бартоловић
9. Миладин Бегић
10. Алојз Бенац
11. Здравко Бесаровић
12. Младен Беванда
13. Анто Биошић
14. Ивица Блажевић
15. Емерик Блум
16. Радмила Бодирогић
17. Радомир Богдановић
18. Миодраг Богићевић
19. Иван Бригић
20. Анте Будимир
21. Анђелко Васић
22. Ђуро Векић
23. Омер Вишић
24. Милан Вучићевић
25. Јозо Вукадин
26. Хасан Грабчановић
27. Сеад Грабић
28. Бећир Гранов
29. Слободанка Грбавац
30. Ненад Гузина
31. Алија Делић
32. Абаз Дероња
33. Џевад Дервишкадић
34. Раиф Диздаревић
35. Петар Додик
36. Рато Дугоњић
37. Михајло Ђоновић
38. Хајрудин Ђулбић
39. Паула Ђунисављевић
40. Божидар Жан
41. Нада Зјакић
42. Суљо Зулић
43. Петар Иљић
44. Алија Исаковић
45. Хрвоје Иштук
46. Славојка Јанковић
47. Кажимир Јелчић
48. Љуба Јурошевић
49. Смајо Кадрибеговић
50. Хусо Камберовић
51. Насиха Кантић
52. Момир Капор
53. Кемал Карачић
54. Јово Керкез
55. Чедомир Кисић
56. Федрија Којчић
57. Мухамед Берберовић
58. Фадил Крехо
59. Исмет Кресо
60. Алија Латић
61. Радојка Лазаревић
62. Сретен Лопандић
63. Иван Ловрић
64. Станко Ловрић
65. Душанка Лукић
66. Сеид Маглајлија
67. Милан Малбашић
68. Недељко Мандић
69. Јоцо Марић
70. Крешимир Маркић
71. Саво Марковић
72. Мујо Месић
73. Мунир Месиховић
74. Фатима Миџић
75. Марија Михајловић
76. Нико Михаљевић
77. Војислав Милијаш
78. Бранко Миљуш
79. Суада Муминагић
80. Хајрудин Муминовић
81. Мехмед Мутевелић
82. Драго Николић
83. Милорад Николић
84. Иван Носић
85. Омер Омердић
86. Миленко Остојић
87. Аугустин Папић
88. Обрад Пиљак
89. Сабрија Појскић
90. Љиљана Пољак
91. Драшко Поповић
92. Хакија Поздерац
93. Мићо Ракић
94. Лука Рељић
95. Миланко Реновица
96. Чазим Садиковић
97. Химзо Салихбашић
98. Мирза Салихспахић
99. Мустафа Сефо
100. Невенка Селимовић
101. Салко Селимовић
102. Рефик Слатина
103. Вахида Срзић
104. Никола Стојановић
105. Владо Султановић
106. Салих Суљагић
107. Ариф Тановић
108. Љиљана Терзић
109. Људевит Томић
110. Станко Томић
111. Милан Узелац
112. Влатко Ћосић
113. Тахир Хаџић
114. Адем Хаџић
115. Осман Хашимбеговић
116. Есад Хорозић
117. Џевад Хозо
118. Авдо Чампара
119. Саво Чечур
120. Војо Чоловић
121. Суљо Џанић
122. Фрањо Шантић
123. Ахмет Шеховић
124. Мирко Шимић
125. Милан Шкоро
126. Зора Шолаја Маловић
127. Љиљана Шурбат

## Председништво ЦК
Чланови Председништва Централног комитета Савеза комуниста Босне и Херцеговине изабрани на првој седници Централног комитета одржаној 12. маја 1978. године:
1. Мато Андрић
2. Анте Будимир
3. Хасан Грабчановић
4. Раиф Диздаревић
5. Рато Дугоњић
6. Хрвоје Иштук
7. Славојка Јанковић
8. Алија Латић
9. Сеид Маглајлија
10. Мунир Месиховић
11. Нико Михаљевић
12. Бране Миљуш
13. Суада Нуминагић
14. Драшко Поповић
15. Миланко Реновица
16. Никола Стојановић
17. Станко Томић
18. Војо Чоловић
19. Ахмет Шеховић